# Amietia angolensis
Amietia angolensis е вид жаба от семейство Pyxicephalidae. Видът е незастрашен от изчезване.

## Разпространение
Разпространен е в Ангола, Ботсвана, Бурунди, Демократична република Конго, Еритрея, Етиопия, Замбия, Зимбабве, Кения, Лесото, Малави, Мозамбик, Руанда, Свазиленд, Танзания, Уганда и Южна Африка.

## Описание
Популацията на вида е стабилна.